# Luca Servino
Luca Servino (Napoli, 11 febbraio 1967) è uno scenografo italiano.

## Biografia
Frequentava l'Accademia di Belle Arti di Napoli, e dopo avere conseguito il titolo di studio rimane nella sua città natale dove, nel 1997, esordisce nel campo cinematografico come assistente scenografo in Giro di lune tra terra e mare. Nel 2000 si trasferisce a Roma dove inizia a lavorare per il teatro e il cinema della capitale.

## Filmografia
- Fatti della banda della Magliana, regia di Daniele Costantini (2004)
- Mater Natura, regia di Massimo Andrei (2005)
- SoloMetro, regia di Marco Cucurnia (2007)
- Il resto della notte, regia di Francesco Munzi (2008)
- La bella gente, regia di Ivano De Matteo (2009)
- L'affare Bonnard, regia di Annamaria Panzera (2010)
- Appartamento ad Atene, regia di Ruggero Dipaola (2011)
- Corpo celeste, regia di Alice Rohrwacher (2011)
- L'intervallo, regia di Leonardo Di Costanzo (2012)
- Anime nere, regia di Francesco Munzi (2014)
- Nemiche per la pelle, regia di Luca Lucini (2016)
- Il padre d'Italia, regia di Fabio Mollo (2017)
- L'intrusa, regia di Leonardo Di Costanzo (2017)
- Krizácek, regia di Václav Kadrnka (2017)
- Riccardo va all'inferno, regia di Roberta Torre (2017)
- Il tuttofare, regia di Valerio Attanasio (2018)
- Martin Eden, regia di Pietro Marcello (2019)
- Ariaferma, regia di Leonardo Di Costanzo (2021)
- Calcinculo, regia di Chiara Bellosi (2022)
- Elisa, regia di Leonardo Di Costanzo (2025)

## Riconoscimenti
- David di Donatello
  - 2015 - Candidato a miglior scenografo per Anime nere
  - 2018 - Candidato a miglior scenografo per Riccardo va all'inferno
  - 2022 - Candidato a miglior scenografo per Ariaferma